# Молодость по страховке
«Молодость по страховке» (англ. Wild Oats) — американская комедия 2016 года режиссёра Энди Теннанта. Главные роли исполнили Ширли Маклейн и Джессика Лэнг.

## Сюжет
Овдовевшая учительница Ева по ошибке получает чек по страховой выплате на 5 миллионов долларов вместо положенных 50 тысяч. После уговоров своей подруги Мэдди она решает потратить все деньги. Вместе они летят первым классом на Канары, где развлекаются на всю катушку. Однако в страховой уже знают о своей оплошности и высылают специального агента арестовать мошенницу.

## В ролях
- Ширли Маклейн — Ева
- Джессика Лэнг — Мэдди
- Деми Мур — Кристалл
- Билли Коннолли — Чендлер
- Сантьяго Сегура — Карлос
- Эйлин Грубба — Миссис Кримс
- Мэтт Уолш — Форбс
- Стефани Бичем — Тэмми
- Ховард Хессеман — Веспуччи
- Джей Хейден — Чип
- Ребекка Да Коста — Флавия
- Марио де ла Роса — Антонио
- Антонио Ибаньес — Пако

## Производство
В 2012 году началось производство картины. В Dimension Films доверили снять Ховарду Дойчу комедию, на главные роли были выбраны Ширли Маклейн, Джеки Уивер и Алан Аркин. Позднее к касту присоединился Джек Блэк. В 2013 году компания объявила, что место режиссёра займет Энди Теннант, Джек Блэк и Джеки Уивер покинули проект. В 2014 году к съёмкам приступили Джессика Лэнг и Сара Джессика Паркер, однако позднее на её роль была выбрана Деми Мур.
Основные съёмки стартовали 10 июля 2014 года и проходили на острове Гран-Канария (Канары, Испания), завершились 15 июля 2014 года.

## Релиз
Премьера картины в США состоялась на телевидении 22 августа 2016 года на телеканале «Lifetime». 16 сентября того же года начался ограничений прокат фильма в Штатах; в России премьера состоялась 22 сентября.